# Emily Cecil, marchesa di Salisbury
Mary Emily Cecil, marchesa di Salisbury, nata Lady Mary Emily Hill (Dublino, 16 agosto 1750 – Hatfield House, 22 novembre 1835), era un'aristocratica inglese, figlia del Marchese di Downshire e di Lady Margaretta FitzGerald; sposò James Cecil, I marchese di Salisbury.
È nota per essere stata molto eccentrica, in particolare nel vestire; i suoi vestiti erano spesso disegnati da lei stessa.

## Biografia

### Infanzia

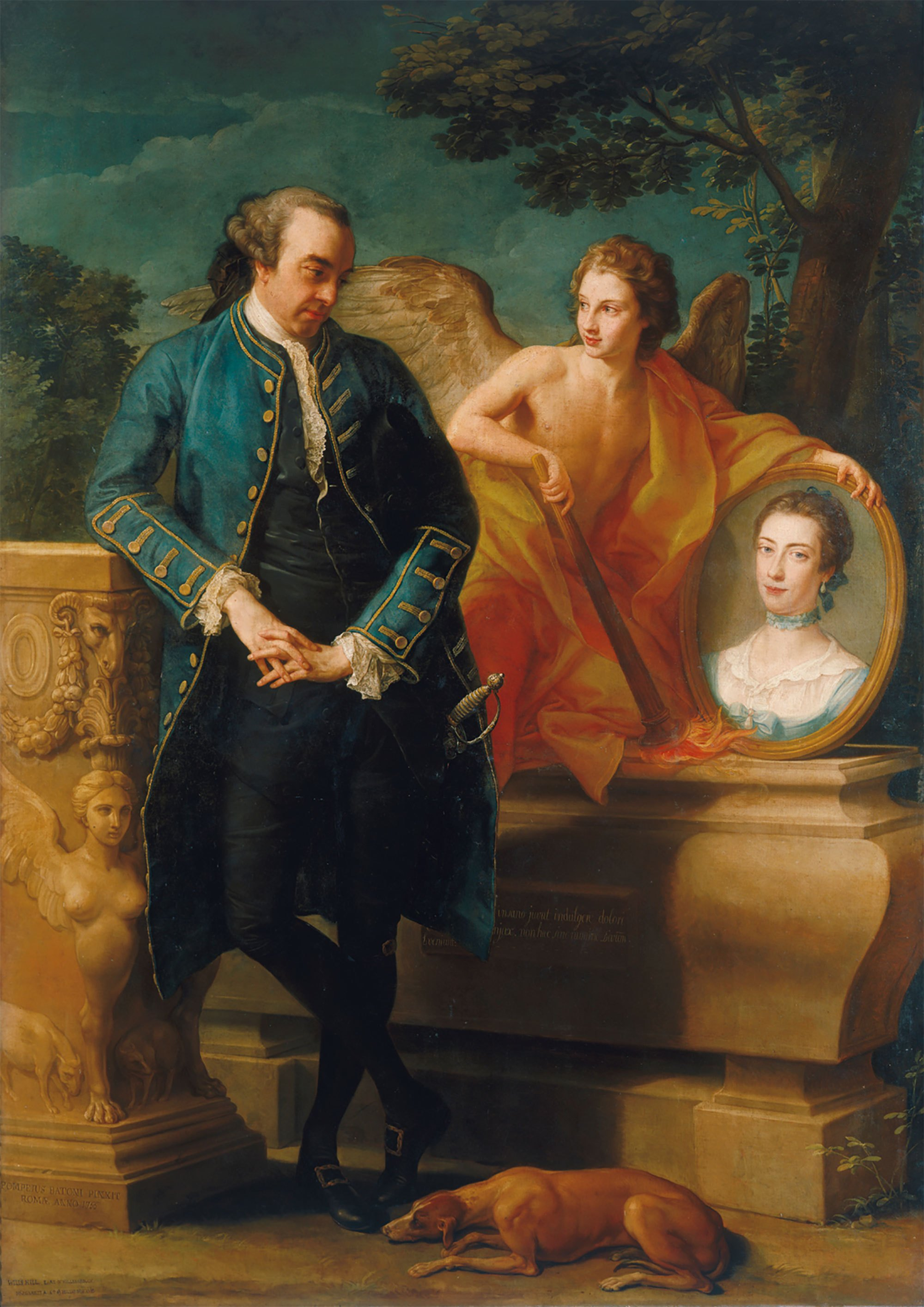
Wills Hill, I marchese del Downshire, già II visconte Hillsbrough

Maria Amelia Cecil, occasionalmente conosciuta solo come Amelia, nacque a Dublino come Maria Amelia Hill, figlia di Wills Hill, II visconte Hillsbrough (in seguito il primo marchese di Downshire), e della sua prima moglie, Margaretta Fitzgerald (1729–1766), sorella di James FitzGerald, I duca di Leinster. Suo padre era il Segretario di Stato per le Colonie sotto Lord North dal 1768 al 1772, un periodo critico che precedette di poco la Guerra d'indipendenza americana.

### Attività

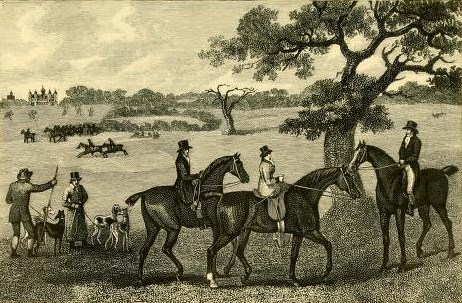
Caccia ad Hatfield, di John Francis Sartorius; da notare la Marchesa che caccia

Impegnata in politica, fu una rivale di Georgiana Spencer, duchessa di Devonshire: anche se non così affascinante, Lady Salisbury era avvenente, carismatica e un po' eccentrica. Amava essere attiva dalla mattina alla sera e sembrava avesse bisogno di dormire molto poco. Si svegliava presto per andare a caccia, per poi seguire una giornata di attività instancabile prima di uscire la sera, splendidamente vestita, a una serie di feste e balli.
Era anche molto abile nel tiro con l'arco e nell'equitazione. Fu lei la forza trainante della caccia in Hertfordshire per molti anni. Nonostante la sua costituzione esile, era conosciuta come una cavallerizza senza paura che saltava gli ostacoli senza pensarci due volte.
Nel 1819, raggiunti i 70 anni, finalmente consegnò i suoi cani alle cure del neonato Hertfordshire Hunt Club, ma continuò a cacciare come aveva sempre fatto, fino al 1828. Nonostante la mancanza di vista e di forza, passava tutta la giornata sul campo di caccia, legata al marito sulla stessa sella.

### Matrimonio

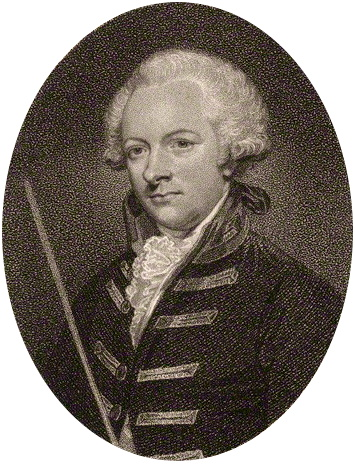
James Cecil, I marchese di Salisbury, in un'incisione di fine Settecento

Lady Amelia sposò James Cecil, visconte Cranborne, l'erede di James Cecil, VI conte di Salisbury, il 2 dicembre 1773. Dopo il matrimonio, divenne una forte sostenitrice del partito Tory.

### Morte

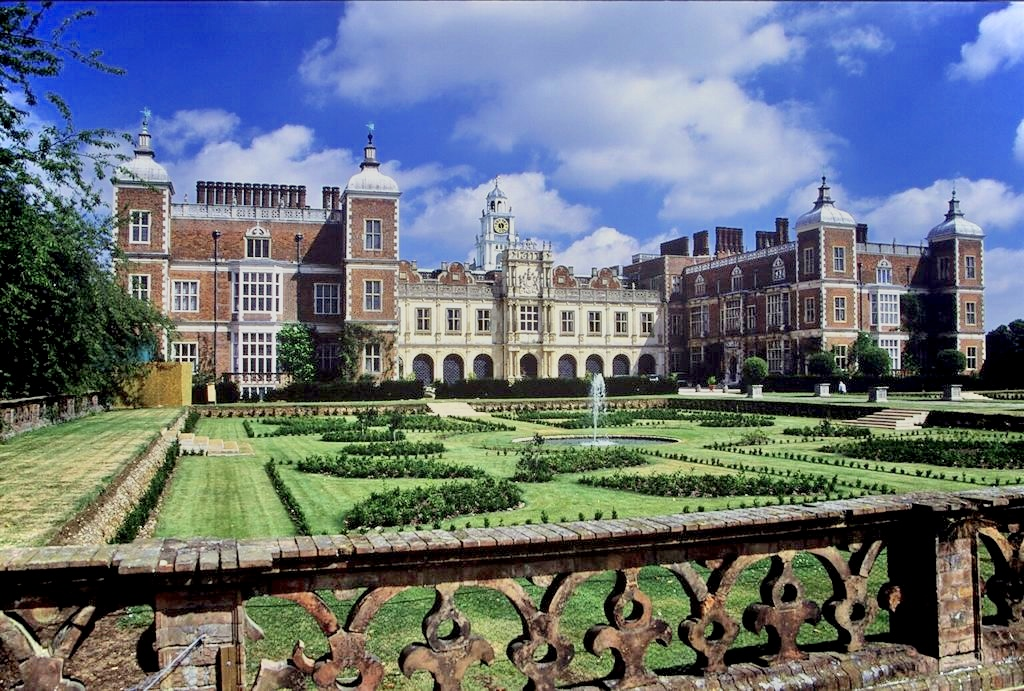
Vista della facciata sud di Hatfield House

Dopo la morte del marito, Lady Salisbury continuò a vivere con suo figlio e i suoi nipoti a Hatfield House, nell'Hertfordshire, dove morì vittima di un incendio il 27 novembre 1835 all'età di ottantacinque anni. Si crede che le penne sul suo cappello abbiano preso fuoco, mentre era al suo scrittoio e che ciò provocò l'incendio mortale. Il fuoco distrusse l'ala ovest della casa; successivamente vennero ritrovate solo le sue ossa.

## Discendenza
Dal matrimonio tra Maria Amelia e James Cecil, I marchese di Salisbury nacquero quattro figli:
- Lady Georgiana Charlotte Augusta (20 marzo 1786–18 gennaio 1860), sposò Henry Wellesley, I barone Cowley, ebbero una figlia;
- Lady Emily Anne (14 luglio 1789–21 gennaio 1858), sposò George Nugent, I marchese di Westmeath, ebbero una figlia;
- Caroline, morta infante.
- James Gascoyne-Cecil (17 aprile 1791–12 aprile 1868).